# إدوارد كرايغ
إدوارد كرايغ (26 مارس 1942 - ) (بالإنجليزية: Edward Craig)‏ هو لاعب كريكت بريطاني. لعب مع Cambridgeshire County Cricket Club ‏ ونادي مقاطعة لانكشر للكريكت ‏ ونادي جامعة كامبريدج للكريكيت ‏.

## وصلات خارجية
- إدوارد كرايغ على موقع إي آس بي آن كريك إنفو (الإنجليزية)